# Insomnie (nouvelle)
Pour les articles homonymes, voir Insomnie (homonymie).
Insomnie est une nouvelle de François Mauriac publiée dans sa version définitive en 1938 dans le recueil Plongées aux éditions Grasset.

## Écriture de la nouvelle
François Mauriac écrit cette nouvelle en 1927 comme un chapitre d'un roman jamais terminé, dont Coups de couteau (1926) constituait une sorte de prologue. Après la parution de Trois récits intégrant ce prologue, l'auteur fait paraître pour la première fois cette nouvelle sous le titre La Nuit du bourreau de soi-même en 1929 aux éditions Flammarion, avec des illustrations de Maxime Dethomas. Puis le texte est légèrement retravaillé pour paraître sous son titre définitif, Insomnie, aux éditions Grasset dans le recueil de courts textes intitulé Plongées.

## Éditions
- Dans le recueil Plongée, éditions Grasset, 1938, rééd. 1946.
- Œuvres complètes, vol. VI, éditions Fayard, 1951.
- Œuvres complètes, tome II, Bibliothèque de la Pléiade, éditions Gallimard, 1979  (ISBN 2-07-010957-7).